# Tiny Tina's Wonderlands
Tiny Tina's Wonderlands — відеогра в жанрі шутера від першої особи з елементами рольового бойовика, розроблена Gearbox Software і видана 2K Games. Вона є спінофом серії Borderlands і продовженням доповнення Borderlands 2: Tiny Tina's Assault on Dragon Keep (2014). Гра була випущена для Microsoft Windows, PlayStation 4, PlayStation 5, Xbox One та Xbox Series X/S 25 березня 2022 року.

## Ігровий процес
Tiny Tina's Wonderlands є відеогрою в жанрі шутера від першої особи з елементами рольового бойовика. Гравці контролюють персонажа, якого створюють на початку, налаштовуючи його зовнішність та ігровий клас. Загалом є шість класів з унікальними здібностями, які гравці можуть змішувати й поєднувати. Також персонажі мають характеристики, які поліпшуються очками героя. Гравці використовують арсенал вогнепальної зброї та зброю ближнього бою, а також різні магічні заклинання, щоби боротися з ворогами. Система здобичі процедурно генерує численні комбінації зброї та інших механізмів. Гравці переміщаються до різних локацій через зовнішній світ, де також можна виконати квести та брати участь у випадкових бойових зіткненнях.
Гра має однокористувацький та багатокористувацький режим, який розрахований на чотирьох гравців і відбувається онлайн чи локально на розділеному екрані.

## Розробка та випуск
Tiny Tina's Wonderlands розробляється студією Gearbox Software на чолі з креативним директором Меттом Коксом. Gearbox планувала створення фентезійного спінофу серії Borderlands з початку 2010-х і безрезультатно пропонувала видавцям кілька фентезійних проєктів після свого заснування. Система зовнішнього світу гри була надихнута японськими рольовими іграми, як-от серії Final Fantasy та The Legend of Zelda. Гра використовує рушій Unreal Engine. Ешлі Берч знову озвучила Крихітку Тіну, тоді як Енді Семберг, Вілл Арнетт і Ванда Сайкс зобразили інших персонажів.
Tiny Tina's Wonderlands була анонсована 10 червня 2021 року на виставці E3. Вона буде випущена 25 березня 2021 року для Microsoft Windows, PlayStation 4, PlayStation 5, Xbox One та Xbox Series X/S. Версії для PlayStation 5 та Xbox Series X/S міститимуть завантажуваний комплект «Dragon Lord». Гравці, які оформили попереднє замовлення отримають доступ до комплекту «Golden Hero Armor» з двома костюмними забарвленнями.